# Souverain Collège du rite écossais pour la Belgique
Le Souverain Collège du rite écossais pour la Belgique est une juridiction des hauts-grades, faisant partie de la famille du REAA. Son organisation est décentralisée. Elle professe la liberté absolue de conscience. Elle est la juridiction la plus importante en Belgique.

## Histoire
L'histoire de la juridiction commence en Belgique en 1960, lorsque le Suprême Conseil de Belgique dénonça le 20 janvier (décret du 13 janvier) le Traité de 1880  qui le liait au Grand Orient de Belgique (GOB), dans une relation mutuellement exclusive, pour reconnaître comme obédience régulière, la Grande Loge de Belgique (GLB), qui venait d'être constituée en décembre de l'année précédente . Il continua néanmoins à recruter temporairement (jusqu'au 31 décembre 1965)  dans les loges du Grand Orient de Belgique, selon une liste limitative ,. Dès la fin de l'année 1960, des chapitres REAA (4e-18e) se détachèrent du Suprême Conseil de Belgique, ou se créèrent par scission, et se déclarèrent autonomes. Le 7 mai 1961, huit d'entre eux formèrent officiellement la « Grande Alliance des Chapitres » , qui noua des « relations fraternelles » officielles avec le Grand Orient de Belgique le 18 février 1962. En 1962, se créa le « Conseil des aréopages » (19 au 30e), suivi rapidement par la création d'un « Conseil Initiatique Supérieur »(31e au 33e), le 18 novembre 1962 . La juridiction complète, masculine, fut installée le 9 décembre 1962 et est officiellement inaugurée le 24 février 1963, sous le nom de « Souverain Collège du Rite Écossais Rénové pour la Belgique » . C'est en 1966 que le Grand Orient de Belgique conclut une convention avec cette nouvelle juridiction.
Le 17 novembre 1974, elle modifia son nom en « Souverain Collège du rite écossais pour la Belgique » (SC-RE).
Depuis 1979, son recrutement au niveau des loges symboliques est devenu inter-obédientiel, à la suite de la scission de la GLB et la création de la GLRB. Pour tenir compte de la nouvelle configuration, une nouvelle convention fut établie le 25 novembre 1979.
Le Souverain Collège du rite écossais pour la Belgique compte en 2015 environ 2 600 membres (données recueillies auprès des juridictions), ce qui en fait la juridiction des hauts-grades la plus importante du pays. Sur le plan national, il entretient des relations de coopération avec le Suprême Conseil pour la Belgique (Liège) et le Suprême Conseil de Belgique (Persil). Ses relations internationales, notamment avec le Grand Collège des Rites du Grand Orient de France, sont importantes . Ces deux juridictions ont mis en place « Les rencontres internationales des hauts-grades écossais ».
Depuis 2019, il est lié par une convention avec les hauts grades de la Fédération belge du Droit Humain, convention signée au siège bruxellois de cette dernière[réf. nécessaire].

## Le Rite écossais
Le Souverain Collège du rite écossais pour la Belgique déclare pratiquer le « rite écossais » . Dans les premiers statuts de l'organisation, c'étaient les termes de « rite écossais rénové » qui étaient repris . Il s'agit d'un nom générique, désignant le Rite écossais ancien et accepté en 33 grades, mais selon une structure modifiée gouvernant ces grades. Ainsi la juridiction est administrée par un « bureau exécutif national » composé de 33e, élus par le Conseil général tous les trois ans et un « Conseil général», dont les membres sont élus par les ateliers .
D'autres caractéristiques, qui ne sont pas propres à cette juridiction, sont d'une part l'abandon de l'exigence des « symboles » (le GADLU, le Livre sacré (Bible), l'immortalité de l'âme, la croyance en un Dieu révélé)  et d'autre part l'exigence de la liberté absolue de conscience, par la méthode du libre examen et le caractère démocratique de l'organisme coordinateur . Elles sont inscrites dans les statuts .

## Fonctionnement
Il s'agit d'une organisation qui s'est construite par la base. Elle est décentralisée (organisation fédérale). Chaque atelier de la juridiction désigne trois délégués qui forment, chacun selon leur mandat, un conseil de base. Il y en a trois : le Conseil des chapitres, le Conseil des aréopages et le Conseil initiatique supérieur.
Ces conseils s'occupent de tout ce qui concerne le fonctionnement de leur niveau, en ce compris l'accueil des nouveaux ateliers, ainsi qu'une harmonisation minimale des rituels, dont la responsabilité reste celle des ateliers. Ces mêmes délégués forment tous ensemble le  « Conseil général », qui est l'organe législatif de la juridiction. Il en est le garant de sa cohésion, ainsi que des statuts et règlements. Il nomme tous les trois ans un bureau exécutif national, composé exclusivement de 33e. C'est l'étage exécutif et représentatif sur le plan national et international de la juridiction .

## Chapitres et aréopages

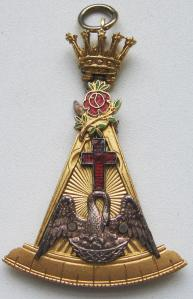
Bijou de Rose-Croix.

En 2020, la juridiction regroupait dix-sept chapitres et dix aréopages, ainsi qu'un Conseil initiatique supérieur (Bruxelles), comportant une chambre francophone et une néerlandophone, et qui confère les 31e, 32e et 33e degrés.
Les chapitres
1. L'Intérieur du Temple Armand Detaille (Namur),
2. La Parfaite Union (Mons),
3. Les Vaillants Chevaliers de l'Âge d'Or (Anvers),
4. Hou ende Trou (Anvers)†,
5. Le Chapitre Libre et Souverain des Amis Philanthropes (Bruxelles),
6. Raison et Fraternité (Bruxelles),
7. Progrès et Liberté (Charleroi),
8. Flandria (Gand),
9. Fraternité et Raison (Liège),
10. Achnaton (Gand),
11. Ptah (Bruxelles),
12. Cœur et Raison (Loupoigne),
13. De Adelaar (Gand),
14. La Réunion des Amis du Nord (Bruges),
15. Frères de Pensée Libre (Tournai-Picardie),
16. Giordano Bruno (Bruxelles),
17. De Gulden Snede (Alost),
18. Universalis (Seraing).

Les aréopages
1. L'Intérieur du Temple Louis Prégaldien (Namur),
2. Les Frères de Cœur et d'Esprit (Mons),
3. La Persévérance (Anvers)†,
4. Le Sublime Aréopage Libre (Bruxelles),
5. Flandria (Gand),
6. Fraternité et Raison (Liège),
7. Ptah (Bruxelles),
8. Lessing (Gand),
9. Cœur et Raison (Loupoigne),
10. La Réunion des amis du Nord (Bruges).

† Ce chapitre et cet aréopage, travaillant à Anvers en langue néerlandaise, ont fait choix d'accepter les visiteurs des deux sexes, pour autant bien sûr qu'ils soient détenteurs du grade auquel se tient la réunion.
Les chapitres mixtes
Des chapitres libres et souverains ne dépendant pas du Souverain Collège du Rite écossais, pratiquent aussi le rite « dit » écossais :
- Hypathie (Bruxelles), créé en 2004 par des membres du Chapitre Libre et Souverain des Amis Philanthropes de Bruxelles
- Pierres de Meuse (Spy) créé en 2015 par des membres du Chapitre de l'Intérieur du Temple de Namur

Les aréopages mixtes
Des aréopages libres et souverains ne dépendant pas du Souverain Collège du Rite écossais, pratiquent aussi le rite « dit » écossais :
- Theon (Bruxelles), créé en 2009 par des membres du Chapitre Libre et Souverain des Amis Philanthropes de Bruxelles

## Juridictions écossaises (REAA) en Belgique

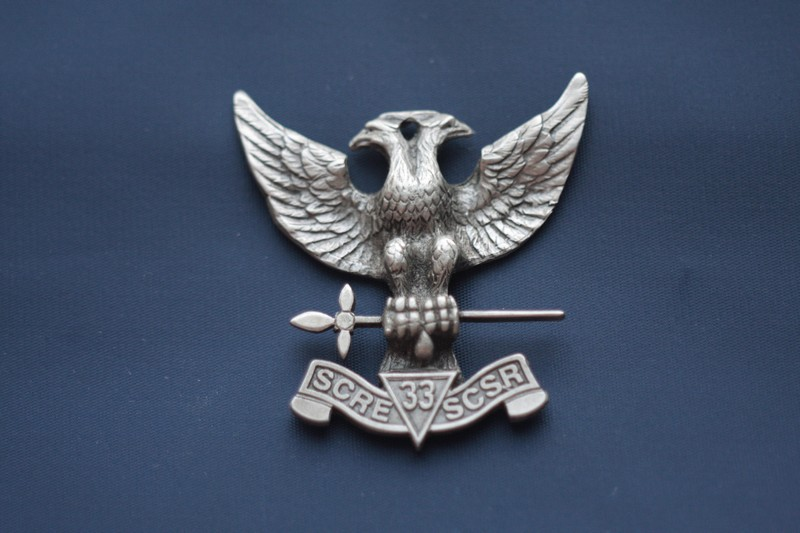
Bijou de 33e du SCRE

Issues du Suprême Conseil de Belgique historique, fondé en 1817, il y a en Belgique, actuellement pour les hauts grades du rite écossais ancien et accepté, quatre juridictions (dans l'ordre d'apparition): 
- Le Suprême Conseil pour la Belgique (rue Royale[15],[Note 9]),
- Le Souverain Collège du Rite écossais pour la Belgique (rue de Laeken),
- Le Suprême Conseil pour la Belgique (Liège[Note 10]),
- Le Suprême Conseil de Belgique (rue du Persil[16],[Note 11]).

Autres juridictions écossaises pratiquant le R.E.A.A. :
- Le Suprême Conseil universel mixte « le Droit humain » gérant toutes les fédérations du Droit humain ; sa Fédération belge est la deuxième par ordre numérique (la première étant la française). Contrairement aux juridictions masculines, dont les chapitres travaillent du 14e au 18e degré, le Droit humain (en tout cas en Belgique) fait la distinction entre loges de perfection du 4e au 14e et chapitres du 15e au 18e degré.
- Le « Suprême Conseil féminin », lié à la Grande Loge féminine de Belgique pour les chapitres et aréopages.